# Bishnupur (dystrykt)
Bishnupur – jest najmniejszym dystryktem w stanie Manipur w Indiach. Jego nazwa wywodzi się od Świątyni Wisznu położonej w Lamangdong. Główne miasta w tej dzielnicy to Bishenpur i Kumbi.